# Història de la televisió en català
La història de la televisió en català o valencià començà a mitjan dècada de 1960, cap a la fi del període desenvolupista i amb les primeries de l'etapa més oberturista de la dictadura franquista espanyola. Des de la creació de la televisió amb el tombant del segle xix al segle xx i les primeres emissions estables entre anys 1920 i ben entrats els anys 1930, l'audiovisual en llengua catalana ja havia gaudit de fites pioneres: programes i emissores de ràdio en la llengua pròpia, o metratges cinematogràfics com El Cafè de la Marina i El fava de Ramonet.
Tanmateix, l'esclat de la Guerra Civil espanyola i les quatre dècades de franquisme a Espanya, sumats a la forta persecució lingüística contra el català a la Catalunya del Nord i l'endarreriment tecnològic amb un elevat proteccionisme espanyol i francès sobre Andorra, feren que en la «pantalla petita» el català encara trigués trenta anys més a aparèixer i endegar-hi la seva normalització.

## Història
Les primeres emissions regulars en català foren en la variant oriental per mitjà de TVE Catalunya. Començaren a partir del 1964 i consisteixen en obres de teatre (Teatre Català, Lletres Catalanes), programes especials sobre festes i tradicions i divulgatius (Mare Nostrum). Aquests programes s'emetien en desconnexió per a Catalunya i les Illes Balears. Durant la dècada del 1970, a més, començaren a aparèixer magazins com Miramar, Mirador i Nova Gent i es crearen els centres de producció de TVE al País Valencià i a les Illes Balears, a través dels quals es començà a emetre diàriament i en les variants de català balear i de valencià. De fet, la primera emissió en valencià tingué lloc el 27 de juliol del 1976, quan el periodista Alfons Llorenç Gadea confeccionà el guió per a un documental d'homenatge de vint minuts a Jaume el Conqueridor: Jaume I, itineraris d’una conquesta.
El 3 de març de 1982 Josep Fèlix Pons i Josep Maria Casanovas van tenir l'honor de retransmetre el primer partit de futbol televisat en català de la història. Va ser una anada dels quarts de final de la Recopa d'Europa entre el Lokomotive Leipzig i el FC Barcelona, al Zentralstadion de Leipzig. Fins aquell any la Televisió Espanyola havia considerat políticament incorrecte l'ús del català en retransmissions de futbol. El consentiment per aquest partit es va obtenir com a contrapartida per la discriminació soferta pel Barça en diversos partits retransmesos aquell any al Palau Blaugrana i per la pressió exercida per la premsa de Barcelona. Aquest primer partit televisat en català es va viure com un esdeveniment molt important a Catalunya.
El 1983 s'inaugura, amb una gran acollida de públic, Televisió de Catalunya, que arriba tan sols a un 70% d'habitants del Principat de Catalunya.
El 1985, un grup de radioaficionats de Sueca munta un petit repetidor i aconsegueix recollir el senyal de TV3. És precintat pel delegat del Govern espanyol, Eugeni Burriel (PSPV-PSOE). El 1986 tot el País Valencià podia rebre TV3 gràcies als repetidors instal·lats per Acció Cultural del País Valencià. TV3 també amplia les seves emissions a les Illes Balears, la Catalunya del Nord i la Franja de Ponent. El 1989 es crea Canal 33, el segon canal de TVC.
El 1989 es crea Televisió Valenciana, que neix envoltada en polèmica, entre altres coses perquè començava a emetre per la mateixa freqüència que usava ACPV per al senyal de TVC. D'altra banda, el model lingüístic adoptat decep tothom: una gran part de la programació es fa sempre en castellà, com ara els films o coproduccions amb altres canals. El segon canal de la Televisió Valenciana va començar les emissions regulars la diada del 9 d'octubre de 1997 amb el nom de Notícies 9, donant origen a interferències a l'emissió de TV3 a algunes comarques a mesura que anava implantant-se el segon canal. Posteriorment, l'1 de maig de 1999, canvià d'imatge i marca passant a ser Punt Dos, i en 2010 Nou Dos. El març del 2007 la Generalitat Valenciana, governada pel Partit Popular, prohibeix les emissions de TV3 al País Valencià. ACPV refusa de tancar els repetidors i al novembre del mateix any la Generalitat n'executa el tancament forçós. El 3 de febrer de 2009 va nàixer Nou 24, especialitzat en notícies i reportatges.
En la dècada de 1990 apareixen a l'Estat espanyol les televisions privades, Canal +, Tele 5 i Antena 3. Algunes, com Tele 5 i Antena 3, fan desconnexions per al Principat i Antena 3 arriba a emetre el 1997 alguns episodis de Els Simpson en català. El 1995 es crea Andorra Televisió, el primer canal estatal d'Andorra, i es legalitzen les televisions locals i comarcals, que gradualment es fan lloc en el panorama televisiu català. El 1997 es crea Notícies 9, que passarà a dir-se Punt 2, i el 1999, neix la xarxa de televisió de la Diputació de Barcelona amb el nom de Xarxa de Televisions Locals, i el 2003 Comunicàlia, per aglutinar les incloses en el Consorci Local i Comarcal de Comunicació, nascuda en 1998 a partir de les Diputacions de Girona, Tarragona, Lleida, i diversos consells comarcals i ajuntaments. Ambdues xarxes disposaven d'emissores de les Balears i el País Valenciá, Comunicàlia, una d'Andorra. Bona part de les televisions locals estaven afiliades a les dues xarxes.
En 23 d'abril de 2001 va començar a emetre un canal de televisió privat de Catalunya, City TV Als seus inicis va apostar per contractar presentadors catalans molt populars com Jordi González, Alfons Arús, Àngel Llàcer, Toni Clapés, Llucià Ferrer o Toni Soler, després conegut com a Td8, i mmés tard, 8tv.
Fins al 2005, quan es crea IB3, no hi va haver televisió autonòmica a les Illes Balears. En una primera fase el model lingüístic adoptat per IB3 era també bilingüe amb una gran part de continguts en castellà, però amb el temps evolucionà cap a un model predominantment en català i amb alguns doblatges ja fets per TV3.

## Crisi en el sistema audiovisual català
A partir de la creació de la nova llei de mitjans audiovisuals de Catalunya, l'any 2010, la televisió pública catalana va començar una davallada notable en termes d'audiència, i, en conseqüència el català va perdre un gran espectre del públic televisiu amb relació al castellà, per exemple.
El 2011 Comunicàlia va anunciar a les 33 televisions que tenia adherides el seu tancament, per la falta de finançament deguda a la crisi econòmica i la retallada de despeses de les administracions. L'activitat de la Xarxa de Televisions Locals va ser assumida per La Xarxa de Comunicació Local a partir del gener del 2013, fruit de la integració de totes les entitats de suport a l'audiovisual local impulsades per la Diputació de Barcelona.
La dura crisi que travessava l'ens públic valencià feu fusionar en 2013 Nou Dos i Nou 24, i el Tancament de Radiotelevisió Valenciana va ser un procés que es va portar a terme en novembre de 2013 mitjançant el qual la Generalitat Valenciana va clausurar el grup Radiotelevisió Valenciana. Va ser retransmès en directe i va venir precedit per un conjunt d'escàndols de manipulació periodística i censura informativa i d'endeutament.

## Actualitat
La Corporació Valenciana de Mitjans de Comunicació és un organisme de la Generalitat Valenciana, encara que amb autonomia en la gestió i independència funcional, encarregat de produir i difondre productes audiovisuals, que des de juliol de 2016 és el successor de l'ens Radiotelevisió Valenciana,
TV3 en 2020 fa aconseguir la fita d'onze anys consecutius líder d'audiència a Catalunya.
Després de diverses etapes d'alts i baixos, d'ençà del 2019 les audiències de 8tv van davallar fins a assolir mínims per sota de l'1%. Això desencadenà que el Grup Godó, propietari principal des dels seus orígens, desistís de la seva inversió televisiva i en transferís la totalitat d'accions a un grup privat propietat dels empresaris Nicola Pedrazzoli i Borja García-Nieto, amb una reformulació de l'oferta a partir de finals d'agost de 2021.

## Programes destacats
- Vostè pregunta (TVE)
- Personatges (TVE)
- Amor a primera vista (TV3 - TVV)
- Planeta Imaginari (TVE)
- Club Super 3 (TV3)
- Benifotrem (TVV)
- 30 minuts (TV3)
- Dossiers (TVV)
- Filiprim (TV3)
- Betes i films (TV3)
- La Cosa Nostra (TV3)
- No passa res (TV3)
- Si l'encerto, l'endevino (TV3- TVV)
- El show de Joan Monleon (TVV)
- Carta blanca (TVV)
- Colp d'ull (TVV)
- Els Simpson (TVE - Antena 3)
- Poblenou (TV3)
- Herència de sang (TVV)
- Babaclub (TVV)
- L'alqueria blanca (TVV)
- Merlí (TV3)
- El gran dictat (TV3)
- La Riera (TV3)
- El Cor de la Ciutat (TV3)

## Cronologia
- 1926 Primeres proves de televisió al Regne Unit.
- 1926 El barceloní Vicenç Guiñau compra un televisor anglés i el mostra en una fira d'aparells de ràdio a Barcelona.
- 1929 El 30 de setembre s'inicien les emissions en proves de la BBC Television Service.[29]
- 1931 El 15 d'abril, el president de la república catalana, Francesc Macià signa el decret d'autorització d'emissió de la televisió de Ràdio Associació de Catalunya RAC i la Generalitat de Catalunya col·laborarien en aquest projecte.[30][31]
- 1932 El 21 de maig es realitza la primera emissió fototelegràfica o emissió de fotos a través de la ràdio a RAC, com a predecessor de la televisió.[32]
- 1934 Joaquín Sánchez Cordovés fabrica un televisor a la fàbrica Lámparas Z i en fa una demostració a la Sala Werner de Barcelona.
- 1935 El 13 de febrer s'inicien les emissions de la Radiovision-PTT.
- 1935 Al mes d'abril es compra un terreny de 29500 metres quadrats a Viladecans per instal·lar els estudis de la futura televisió catalana R.A.C., les emissions de la qual havien de començar abans de finals de 1936, però la Guerra Civil Espanyola va truncar el projecte.[33]
- 1948 Philips fa una demostració d'aparell de televisió a la Fira Internacional de Mostres de Barcelona.
- 1951 Al gener s'inicien les emissions, en proves i per a un àmbit molt restringit, de la Televisió d'RNE, operada aleshores per RNE.
- 1954 El 19 de novembre s'inauguren les emissions de Tele Monte-Carlo, que esdevindria la televisió regional de la Provença i Còrsega i, als anys 80 i 90, la televisió regional de tot Occitània, arribant a Clarmont d'Alvèrnia, Lió i Bordeus, i també a tota la Catalunya del Nord.[34][35][36]
- 1955 El 23 de gener s'inaugura Télé Luxembourg.
- 1956 El 28 d'octubre la Televisió d'RNE, ara Televisió Espanyola, inicia les seves emissions regulars.
- 1959 S'inaugura al juliol el Centre de Producció de Barcelona (Miramar) a la muntanya de Montjuïc.
- 1959 Primeres reemissions de televisió a Andorra.[37]
- 1962 El 1962, l'actriu Núria Espert va dir unes paraules amb motiu d'unes riuades catastròfiques al Principat. Era la primera vegada que se sentia parlar català en televisió.
- 1962 La RTF arriba a la Catalunya del Nord gràcies a la instal·lació d'un emissor al Pic del Migdia, als Pirineus.[38] Es realitzen les primeres proves de la desconnexió regional RTF Midi-Pyrénées-Aquitaine al mes de febrer. Les emissions cobreixen, inicialment, les regions de Migdia-Pirineus, Llenguadoc-Rosselló, Aquitània i el Llemosí. Les emissions oficials regionals foren inaugurades oficialment el 15 de desembre del 1963 pel ministre de la informació Alain Peyrefitte.[39]
- 1963 Els espectadors d'Andorra reben TVE i la RTF amb regularitat.[37]
- 1963 La cançó Se'n va anar, de Lleó Borrell i Josep M. Andreu, cantada per Raimon i Salomé, guanya el Festival del Mediterráneo. Davant del resultat del festival organitzat a Barcelona per TVE, que era per votació popular, els estaments franquistes decideixen de canviar el sistema de votació perquè no torni a guanyar una cançó en català.
- 1964 S'emet en "circuit tancat" un programa especial en català amb motiu de les Festes de la Mercè.
- 1964 S'emet una emissió de l'adaptació de l'obra de Josep M. de Sagarra, La ferida lluminosa. El territori de rebuda és el Principat i les Illes Balears, menys les Pitiüses. A partir de llavors i esporàdicament s'emetrà el programa Teatre Català. L'horari és de vesprada.[40]
- 1966 Inici de les emissions regulars de la Segona Cadena, que també inicia les seves desconnexions en català per a Catalunya i Balears (Mallorca i Menorca). Aquest fou durant anys l'únic centre territorial que féu desconnexions de la segona cadena fins que, l'any 1976, el Centre de Producció de Galícia va programar redifusions del Panorama de Galicia al segon canal, i als anys 80 s'emeteren excepcionalment algunes pel·lícules en les diferents llengües cooficials de l'Estat.
- 1967 S'estrena Mare Nostrum, un programa divulgatiu amb coordinació de Josep M. Lladó.[41]
- 1969 Joan Manuel Serrat, després de promocionar per Europa la cançó La, la, la, de cara al Festival d'Eurovisió, importantíssim llavors, es nega a cantar-la si no és en català. El substitueixen per Massiel i es prohibeix la difusió de les cançons de Serrat en les emissores de ràdio i televisió.
- 1971 S'inaugura la delegació de TVE al País Valencià en uns locals del carrer Navarro Reverter, de València.
- 1973 Es fan els primers programes a color a TVE Catalunya. Es tractava d'uns especials dedicats a Lluís Llach i Maria del Mar Bonet.
- 1973 S'inaugura la delegació de l'ORTF a la Catalunya del Nord, en un turó del Molí de Vent de Perpinyà.[42][43]
- 1974 S'estrena Mirador i Nova Gent.
- 1974 El 28 d'octubre, el centre regional de TVE al País Valencià estrena el seu primer programa, Aitana (inicialment en castellà), que va donar nom al centre, i que emetia per al País Valencià, Múrcia (fins a 1982), Albacete (fins a 1980), Almeria (fins a 1982) i les Pitiüses (fins a 1979).[44][45]
- 1975 El 15 de juny, TVE Barcelona comença a emetre l'informatiu Miramar a TVE 1.
- 1975 Apareix Lletres Catalanes, dedicat al teatre televisiu, Taller de Comèdies, Barcelona RTVE i Tot Art.
- 1976 TVE comença a emetre cada dia en català. Per Lletres Catalanes passen Els Joglars, Núria Espert, Pau Garsaball… Com a escriptors o adaptadors Terenci Moix, Maria Aurèlia Capmany, Salvador Espriu… Com a realitzadors Sergi Shaaff, Mercè Vilaret.[40]
- 1976 S'estrena Terra d'escudella, el primer programa infantil fet en català. Hi col·laboren Els Joglars, Els Comediants, U de Cuc.[40]
- 1976 El 27 de juliol, TVE Aitana retransmet la seua primera emissió en valencià, que també va ser la primera en color del centre. Es tractava d'un documental sobre el rei Jaume I amb motiu del 700 aniversari de la seua mort.[46][47] Tanmateix, l'informatiu d'Aitana va continuar sent en blanc i negre fins al mes de març de 1980.[48]
- 1976 Al desembre, naix Tele Riviera del Corallo, a L’Alguer. El canal emet una part de la seva programació en català.[49][50]
- 1977 TVE comença a emetre espais informatius (com Miramar) en català.
- 1977 Entre altres programes s'estrena Personatges, amb Montserrat Roig, per on passen Joan Fuster, Ovidi Montllor, Vicent Andrés Estellés, Lluís Llach…
- 1977 Retransmissió en directe de l'arribada del president Tarradellas a Catalunya.
- 1978 S'estrenen, entre altres programes, Musical Exprés, d'Àngel Casas i Vostè pregunta, de Joaquim Maria Puyal, el primer programa amb participació en directe de l'audiència a través del telèfon.
- 1978 L'1 d'octubre Antoni Castejón presenta El Temps en català per primera vegada a l'informatiu nocturn Crònica 2 a TVE 2 de TVE Barcelona, per a Catalunya i Balears.
- 1979 Èxit popular de la sèrie Doctor Caparrós, medicina general, de Joan Capri, Joan Pera, Maria Matilde Almendros i Carme Sansa.
- 1979 Hamlet, primer dramàtic rodat en color amb Enric Majó, Montse Carulla, Marta Angelat i Pau Garsaball. L'adaptació era de Terenci Moix i la realització d'Antoni Chic.
- 1979 El 15 de novembre es realitza la primera emissió de l'Informatiu Balear per a les Illes, tot i que les notícies s'han d'enviar, primerament, a la seu central de Madrid.[51]
- 1980 Primera experiència a l'Estat de televisió local a Cardedeu.
- 1980 Primera emissió en color de l'informatiu del Centre de Producció d'Aitana al mes de març.[52][53]
- 1980 El Centre de Producció d'Aitana (TVE al País Valencià) comença a emetre l'informatiu Tele Murcia (que encara cobreix Almeria, però ja no Albacete) a TVE 2, mentre a la mateixa hora s'emet l'informatiu Aitana-Televisió Valenciana a TVE 1.
- 1981 Primera emissió de Viure al País a França Regions 3 (FR3). Després de l'emissió d'un programa pilot en occità el 25 de setembre,[54] el 31 d'octubre s'emet el primer programa regular[55] i, dues setmanes després, el divendres 13 de novembre, s'estrena el primer programa de Viure al País en català. El programa, produït a Tolosa de Llenguadoc, comptava aleshores amb una emissió de 15 minuts en català cada tres divendres, mentre les altres difusions es reservaven a l'occità. En aquests anys el programa també s'emetia a TF1 i Antena 2.[56] Entre el 1981 i el 1983 també es començaran a incloure reportatges produïts per FR3 Mieterrano (centre de Marsella, que emet en occità des del 1977), per FR3 Aquitània (centre de Bordeus, que emet en occità des del 1982, i encara emet el programa), i per FR3 Auvèrnha-Lemosin (que emeté en occità entre 1983 i 1984 des de Clarmont d'Alvèrnia i Llemotges), arribant a ser emés a tot Occitània.
- 1982 Primer partit de futbol televisat en català de la història, retransmès per Josep Fèlix Pons i Josep Maria Casanovas.
- 1982 Incendi del Centre de Producció de TVE al País Valencià, trasllat a Torrent i posteriorment al carrer de Lebón de València. Tele Murcia s'independitza de l'òrbita valenciana.
- 1983 Trasllat del  Centre de Producció de TVE al Principat des de Miramar a Sant Cugat del Vallès.
- 1982 El canal en color de TF1 arriba a la Catalunya Nord. Entre el 1975 i el 1983, a mesura que anava implantant-se el canal de TF1 en color a totes les regions hi havia fins a 4 senyals diferents de televisió: TF1 (en blanc i negre), Antena 2 (en color), TF1/FR3 (freqüència d'FR3 compartida amb TF1 en color), i TF1 (en color).[57]
- 1983 S'inaugura el nou Centre Territorial de Producció de TVE a les Illes.
- 1983 El dia 23 d'abril, diada de Sant Jordi, es va instal·lar la primera pedra de la seu de la futura televisió catalana, i la Generalitat de Catalunya va decidir realitzar una emissió de caràcter experimental que, sota el nom de Televisió Catalana només es va poder veure al barri de l'Eixample de Barcelona.[58][59]
- 1983 S'emet Planeta Imaginari per TVE Catalunya.[60]
- 1983 El 29 d'agost TV3 emet la seva primera carta d'ajust.[61]
- 1983 Amb el naixement de TV3, FR3 enceta el 5 de setembre la producció d'un informatiu de 5 minuts cada divendres, entre les 19:25 hores i les 19:30 hores, per a la Catalunya del Nord produït des de Montpeller. L'informatiu també s'emeté a TF1 i Antena 2.[62]
- 1983 Gran èxit en l'emissió inaugural de TV3, que podia captar un 70% de la població del Principat. TV3 actuava fora del marc legal, ja que les Corts espanyoles havien anat retardant les lleis de tercers canals.[63] Calviño, director de TVE (nomenat pel PSOE), va posar tota mena de traves a l'existència de la televisió catalana. Era del parer que TV3 havia de ser una televisió folklòrica i no un mitjà modern i competitiu. Els dirigents de TV3, però, no li van fer cap cas. Calviño va imposar el seu vet a l'ingrés de Televisió de Catalunya a la UER, per tant, impedia l'accés a la informació internacional. Es van fer servir uns altres recursos per eludir aquesta trava. La primera pel·lícula emesa va ser Trànsit, de Jacques Tati.[64]
- 1983 El canal en color de TF1 arriba a tot el territori francés. TF1 cessa el seu canal d'emissió en blanc i negre a tot l'Estat i deixa d'emetre en freqüència compartida amb FR3, que li cedia el seu canal unes hores al dia des del 6 de desembre del 1975 perquè el primer canal pogués emetre en color a mesura que anava obtenint una segona freqüència (en color) a totes les regions. L'antic canal en blanc i negre de TF1 serà renovat i ocupat per Canal+ al 1984.
- 1984 El senyal de TV3 arriba a la Serra de Tramuntana des de Barcelona, i molts mallorquins s'organitzen per anar a veure els partits de futbol a Valldemossa.[65]
- 1984 TV3 arriba a tota la Catalunya del Nord.
- 1984 Tele Riviera del Corallo, a L’Alguer, emet els Telenotícies de TV3.[66]
- 1985 Un grup de radioaficionats munta de manera particular un petit repetidor a Sueca que recull el senyal de TV3. El delegat del Govern, el socialista Eugeni Burriel, va enviar la Guàrdia Civil perquè el precintés.
- 1985 El 4 de juliol comencen les emissions de TV3 a Mallorca.
- 1985 TF1, que havia emés desconnexions regionals des del 1950, deixa d'emetre els programes regionals el 2 de febrer. Posteriorment, a l'any 1987, serà privatitzada.
- 1985 Fins a finals de l'estiu de 1986 TV3 emet el programa de varietats musicals Grande Première, produït en col·laboració amb FR3 (FR3 Miègjorn-Pirenèus-Lengadòc-Rosselló i FR3 Aquitània Television) i Sud Ràdio, que també s'emetia a TV5 Monde.[67][68][69][70]
- 1985 TV3 arriba a Andorra.[37]
- 1985 Comença l'emissió de Berca TV el 25 de setembre a través de la freqüència de TV3 a Algemesí, sent així la televisió local més antiga del País Valencià, i la segona més antiga a tot l'estat espanyol.
- 1986 S'inauguren els locals de Televisió de Catalunya a Sant Joan Despí.
- 1986 Les emissions de TV3 arriben a tot el País Valencià, gràcies als repetidors instal·lats per ACPV, després d'esquivar tota mena de dificultats polítiques.
- 1986 TVE 2, fent una excepció en la seva programació, emet per primera vegada en una llengua cooficial la pel·lícula Allò que el vent s'endugué. Primer ho fa en gallec el 25 de juliol,[71] després en català l'11 de setembre[72] i, finalment, en euskera el 26 d'octubre.[73]
- 1986 Comencen les emissions de Xàtiva TV, a Xàtiva, de Televisió de Gandia, de Ribera TV, el 25 de novembre, i de l'Emissora Municipal Televisió (EMTV) de Puçol, el 6 de novembre.[74]
- 1986 El 22 de desembre es registra la marca Televisió Valenciana[75] a l'Oficina Espanyola de Patents i Marques.
- 1986 Es posa en marxa la primera televisió local a les Balears, Canal 4.
- 1987 Les emissions de TV3 arriben a les Illes Balears.
- 1987 El 27 de març comencen les emissions de Tele Elx, a Elx.
- 1987 Inici de les emissions de Teve 4, a Vila-real, i de Telepobla, a La Pobla de Vallbona.[76]
- 1987 A partir del 4 de juliol, les Illes Balears tornen a rebre TVE 2 de TVE Circuit Català després de 5 anys rebent el senyal estatal. S'emetia l'Informatiu Balear i algun magazín balear quan a TVE Catalunya s'emetia un magazín d'interés català, però la ficció i L’Informatiu Vespre de TVE 2 Circuit Català sí eren emesos a Balears.[77]
- 1988 El 16 d'octubre les Illes Balears deixen de rebre la versió de TVE 2 de TVE Circuit Català.[78]
- 1988 Inici de les desconnexions a TVE 2 per a Balears, el País Valencià, i les altres autonomies.[79]
- 1988 Al maig, es constitueix el Comité pro-Captació de la Televisió Andalusa, que exigia que les emissions de Canal Sur es pogueren rebre a Catalunya, i que TV3 dedicara part de la seua programació a la cultura andalusa, degut a la gran quantitat d'andalusos residents a Catalunya.[80] Al 1989 s'havien arreplegat fins a 100.000 signatures a favor de la reciprocitat entre Canal Sur i TV3. El Congrés dels Diputats va debatre una proposició perquè tots els canals autonòmics es pogueren captar a tot l'Estat espanyol.[81]
- 1988 A l'abril, amb el vot favorable de CiU, ERC i Aliança Popular, i l'abstenció del PSC i el PSUC,[82] la CCRTV anuncia el llançament de TV4, el segon canal de TV3.[83] Fins i tot es va arribar a especular que TV4 podria comptar amb la intervenció de Silvio Berlusconi, fet que CiU va negar.[84][85]
- 1988 Anunci de la posada en marxa d'un tercer canal de TVE a Catalunya, que portaria el nom de TVE-2 Catalunya[86] i s'emetria per la segona freqüència de TVE 2, mentre que la primera emetria el senyal estatal amb una desconnexió per a L'informatiu.[87] El canal, que havia de començar a emetre el 17 d'octubre, va realitzar emissions en proves al canal 41 de l'UHF entre els mesos d'agost i octubre.[88]
- 1988 Inici de les emissions en període de proves experimentals del segon canal de TV3, que, finalment i amb molts entrebancs, fou batejat Canal 33 el 10 de setembre.[89][90][91] El canal va emetre fins l'11 de novembre, quan va cessar les emissions temporalment fins que s'arreglara l'assumpte de les freqüències,[92] tornant a emetre proves els dies 26 i 30 de desembre.[93][94][95][96][97]
- 1988 Ajornament de les emissions de TVE-2 Catalunya per la posada en marxa de Canal 33.[98]
- 1988 Inici dels Telenotícies Comarques a TV3. Al 1991 començarien les emissions en aranès. El Canal 33 també va emetre un informatiu local per a Eivissa i Formentera a través de l'informatiu Notícies 33 fins al 2001.[99]
- 1988 Viure al País d'FR3 inclou reportatges de TV3, tant de la delegació de TV3 a la Vall d’Aran (a partir del 1991 per al programa en occità), com de les altres delegacions catalanes per a l'emissió en català.[100]
- 1988 FR3 Languedoc-Roussillon, FR3 Midi-Pyrénées, FR3 Aquitaine, TVE Aragón, TVE Telenavarra, TVE Telenorte i TVE Catalunya produeixen el programa Pyrénées Pirineus que, a Catalunya es va emetre en català a TVE 2.[101]
- 1989 Es constitueix l'associació Amics de TV3 a Perpinyà, amb l'objectiu de millorar el senyal de TV3 a la Catalunya del Nord.[66]
- 1989 Antena 2, que havia emés desconnexions regionals des del 1970, deixa d'emetre aquests programes el 20 de juliol,[102] deixant FR3 com a l'únic referent informatiu regional.
- 1989 El 3 d'abril Canal 33 emet una carta d'ajust, i a partir del 23 d'abril emet en període de proves[103][104] i inauguració oficial del canal el 10 de setembre.[105][106] Noves traves per part del Govern espanyol en la creació de l'emissora. Canal 33 vol fer una tasca complementària en l'àmbit cultural i esportiu a TV3. Mentrestant, la primera cadena catalana es prepara davant l'entrada en funcionament de les privades per continuar tenint uns bons índexs d'audiència.
- 1989 Inici de les emissions de Tele Carlet, a Carlet, el 23 de setembre.[107]
- 1989 Inauguració oficial de Televisió Valenciana el 9 d'octubre de 1989. La notícia, a banda del fet que des del dia 1 de setembre, a l'emissió en proves, TVV va ocupar les freqüències d'emissió usades per a emetre TV3, primer acoblant-se a l'horari d'emissió de TV3,[108] i a partir del 5 de setembre, interferint-lo,[109] té la contra en el model bilingüe adoptat. Es renuncia a usar doblatges ja fets en català per TV3 i s'opta pel castellà, com ara amb les pel·lícules, o per un doblatge propi, com en els dibuixos animats. La primera pel·lícula emesa va ser La costa de 'los Mosquitos', en castellà,[110] el 5 de setembre, i la primera pel·lícula en valencià, El colós de Rodes,[111] el 9 d'octubre. Les emissions en proves aconseguiren un 38% d'audiència mitjana, superant TVE 2.[112][113]
- 1989 Canal 9 emet la pel·lícula Casablanca en un doblatge propi al valencià. Ovidi Montllor hi va posar la veu a Humphrey Bogart.
- 1989 Amb la totalitat dels partits polítics amb representació a les Corts Valencianes en contra del tancament de TV3 al País Valencià,[114][115] molts ajuntaments valencians aproven la instal·lació de microrepetidors, fins i tot a localitats castellanoparlants com Utiel, Requena o Aiora, i a Múrcia, on hi havia un repetidor a Cehegín.[116]
- 1989 El 26 de setembre comença El show de Joan Monleon[117] a Canal 9. El programa, que combina elements com el concurs, l'espectacle i la cultura popular valenciana, aconsegueix una gran popularitat al País Valencià.
- 1989 Perquè la reciprocitat entre Canal 9 i TV3, acordada pels presidents d'ambdós governs autonòmics, es duguera a terme, el director general de la Corporació Catalana de Ràdio i Televisió ofereix al de Radiotelevisió Valenciana que les freqüències de Canal 33 emeten el senyal de Canal 9 a les hores en què Canal 33 no emet, però el director de RTVV s'hi nega en considerar que la reciprocitat seria incompleta.[118]
- 1989 Al novembre Canal 9 arriba a Catalunya gràcies als repetidors del Mont Caro i La Mussara, que donen cobertura a les comarques del nord de Castelló, el Baix Cinca, el Baix Aragó, tota la demarcació de Tarragona fins a Vilafranca del Penedès, i gran part de la de Lleida fins a la Noguera. TV3 també torna a emetre al País Valencià.[119][120]
- 1990 Triomfa la sèrie d'anime Bola de Drac, emesa per TV3 i Canal 9.
- 1990 A l’estiu, Canal 33 i Canal 9 s'afigen a l’oferta de televisió de Mallorca gràcies a la tasca de l'Obra Cultural Balear i d’alguns ajuntaments, que reemetien el senyal d’ambdues televisions, i arribaren abans que les cadenes privades d’àmbit estatal.[121][122]
- 1990 Desconnexions de Canal+ a Andorra fins a 1995.
- 1990 La direcció de TV3 vol crear un nou canal a Andorra. Finalment, amb el començament de les proves de Televisió d'Andorra, s'abandona el projecte.[123]
- 1991 Comencen les emissions de Televisió d'Andorra en període de proves l'1 de gener de 1991 a través de la freqüència del Canal 33. Les proves duraran fins a 1995.[124]
- 1991 Al juliol es crea Canal Mediterrani TV a les Pitiüses.[125]
- 1991 Tele Riviera del Corallo, a L'Alguer, deixa d’emetre. L'Alguer no tindrà televisió local fins a la inauguració de Catalan TV l'any 2004.
- 1991 TVE 2 comença a emetre Els Simpson, amb emissió en català a Catalunya.[126]
- 1991 Antena 3 inicia els seus informatius regionals. L'11 de març s'inicien els d'Antena 3 Mallorca, amb informatius en castellà i anuncis en català.[127][128] El mateix any s'inicien els informatius d' Antena 3 Comunitat Valenciana,[129][130][131][132] per al País Valencià, amb un informatiu en castellà, presentat per Esmeralda Velasco, i alguns anuncis en valencià. Els únics informatius en una llengua cooficial a Espanya eren els d' Antena 3 Catalunya, que també van començar el 1991,[133] i que amb el pas del temps va anar afegint més programació en català.[134]
- 1991 Cessen les emissions de Xàtiva TV, que emetia a través de la freqüència de TVE 2.[135][136][137] S'inicien les emissions de la Televisió Local de Carcaixent (TVL) i, l'11 de febrer, les de Canal 25 Mislata, a Mislata.[138]
- 1992 Entren en funcionament dos repetidors de TV3 a la comarca del Conflent.[139]
- 1992 Es crea l'ens públic France Télévisions, que reagrupa l'antiga Antena 2, reanomenada France 2, i FR3, reanomenada França 3. El 1991 FR3 Midi-Pyrénées-Languedoc-Roussillon només havia emés 33 hores en occità i en català,[140] però Viure al País amplia la seva durada fins a 40 minuts.[141]
- 1992 S'inaugura el Canal Olímpic, que funcionarà només durant els Jocs Olímpics de Barcelona 1992, entre el 24 de juliol i el 9 d'agost.[142][143] S'utilitza la freqüència de Canal 33. La gestió és compartida per Televisió de Catalunya i per TVE Catalunya, que és qui té els drets d'emissió sobre els Jocs Olímpics.
- 1992 S'estrena Carta blanca, dirigit i presentat per Josep R. Lluch, a Canal 9.
- 1992 Raimon presenta i dirigeix el programa Literal a TVE Catalunya. Hi fa la darrera entrevista televisiva a Joan Fuster.[144]
- 1992 El 27 de setembre, amb el canvi d'imatge corporativa d'Antena 3, l'antena d'Antena 3 Mallorca esdevé Antena 3 Balears.[145]
- 1993 TV3 regularitza la seva emissió a illa de Menorca.[146]
- 1993 Cessen les emissions de la Televisió Local de Carcaixent (TVL), a Carcaixent.[147][148]
- 1994 S'estrena a TV3 la telenovel·la Poblenou, la primera feta en català.
- 1994 Tele 5 fa experiments amb l'emissió d'algunes pel·lícules i sèries en català a Catalunya utilitzant el sistema Dual,[149] començant el 27 de febrer amb la sèrie Melrose Place en català.[150][151][152][153] L'any 1997 s'iniciaren les desconnexions al País Basc amb retransmissions de pilota basca.
- 1994 TVE del País Valencià es trasllada al Parc Tecnològic de Paterna.
- 1994 El 3 de novembre comencen les emissions de Barcelona Televisió.
- 1994 Canal 9 emet un recital de Raimon per primera vegada. El programa, dividit en dues parts, conté, en primer lloc, un documental sobre la trajectòria del cantant titulat Música i paraules. Posteriorment es retransmet un recital del cantant de Xàtiva al Teatre Principal de València, on canta 30 cançons davant d'un públic convidat per TVV.
- 1994 Naixement de Televisió de Castelló.[154]
- 1994 S'arriba a un acord perquè Canal 9 emeta a Barcelona en període experimental.[155]
- 1994 En compensació per la disminució d'hores de català a l'any (de 40 a 26), al desembre FR3 inaugura l'antena França 3 Sud Rosselló amb l'emissió de l'informatiu Notícies, produït a Perpinyà.[156][157]
- 1995 Comencen les emissions d'Andorra Televisió, canal estatal d'Andorra.
- 1995 Antena 3, que es va fer amb els drets d'emissió d'Els Simpson el desembre de 1994, emet la sèrie en català a partir del 15 de gener. La sèrie s'emeté en català fins que s'acabà la quarta temporada, l'última doblada per TVE.[126][158]
- 1995 Comencen les emissions en període de proves de TVC Satèl·lit el 10 de setembre
- 1995 Canal 9 emet Herència de sang, la primera telenovel·la de producció pròpia. Posteriorment, el 1998, s'emet per TV3.
- 1995 Comencen les emissions de TeVa TV, amb programació en castellà i valencià, el 17 de maig.
- 1995 Comencen les emissions de Tele Cullera, a Cullera.[159]
- 1996 El 20 d'abril, Antena 3 amplia la seva programació autonòmica, amb el programa A Fondo.[160]
- 1996 Comencen les emissions de Televisió d'Eivissa i Formentera.
- 1996 Inici de les emissions de Galeusca TV el 31 de desembre.
- 1997 Des de l’1 de gener, Canal Satélite Digital ofereix en català els partits de la lliga de futbol y les pel·lícules d’estrena de Warner Bros., Walt Disney Pictures o Steven Spielberg, com Parc Juràssic.[161]
- 1997 Vía Digital ofereix a TV3 un paquet de canals en català, que serien produïts per TV3.[161]
- 1997 El Canal 33 arriba al País Valencià.
- 1997 El 16 de febrer comencen les emissions en període de proves del segon canal de Televisió Valenciana, Notícies 9, que interfereix el senyal de TV3 a algunes comarques a mesura que anava implantant-se el canal.[12]
- 1997 A partir del 25 de gener, interferències al senyal de TV3 al País Valencià durant els partits de futbol. ACPV acusa i denuncia el president de la Generalitat, Eduardo Zaplana i RTVV per estar darrere les interferències. Durant el període d'interferències, ACPV emetia programes propis.[162] El 21 de juny es descobreix que les interferències provenen dels tècnics de Canal 9,[163] i el 22 de setembre, RTVV i ACPV arribaren a un acord segons el quan ACPV emetria el senyal de Canal 33 durant els partits de futbol.[164]
- 1997 El 15 de setembre comencen les emissions del canal internacional de Televisió Valenciana, Canal Comunitat Valenciana. Posteriorment, canvia d'imatge i marca i passarà a dir-se Televisió Valenciana Internacional.
- 1997. Televisió de Catalunya disposa de canal propi tant a Canal Satélite Digital (satèl·lit Astra) com a Vía Digital (Hispasat), on s'anomena TVC SAT. Televisió Valenciana opta per Vía Digital.
- 1997 La FORTA inicia les emissions del canal Telenoticias,[165] en què participaven TVG, Telemadrid, Canal Sur, ETB, TV3 i TVV, i que emetia notícies en les diferents llengües cooficials.
- 1998 Tele 5 amplia les seves desconnexions a Catalunya a partir del 20 de gener amb l'emissió d'informatius presentats per Carme Chaparro.[166] A aquesta desconnexió seguirien les dels informatius de Galícia i el País Basc.[167][168][169]
- 1998 El canal Telenoticias cessa les seves emissions el 31 de juliol.
- 1998 Cessament de les emissions de Galeusca TV el 30 de setembre.
- 1998 Notícies 9 arriba a Mallorca i el Govern de les Illes Balears retira les subvencions a l'Obra Cultural Balear, responsable de la reemissió de TV3, Canal 33, el Grup d'Emissores de Catalunya Ràdio, Canal 9 i Notícies 9.[170]
- 1999 La Generalitat Valenciana i la Generalitat de Catalunya cedeixen al Govern de les Illes Balears la titularitat pública dels senyals de Canal 9, Notícies 9, TV3 i Canal 33 a les Illes Balears, a canvi de l’emissió d’informatius en desconnexió a TV3.[171][172] La Generalitat Valenciana obri la possibilitat perquè es legalitzen les emissions de TV3 i Canal 33 al País Valencià.[173]
- 1999 Comença a emetre's l'informatiu País Català per a la Catalunya Nord, a França 3, que reanomena l'antena França 3 Sud Rosselló com a França 3 País Català.
- 1999 L'1 de maig Notícies 9 és reanomenat Punt Dos.[13]
- 1999 El 3 de maig Tele 5 amplia les seves desconnexions regionals al País Valencià, on els informatius eren presentats per Màxim Huerta, Andalusia i Madrid.[174][175]
- 1999 TV3, Canal 33 i TVC SAT comencen a emetre a la TDT.
- 1999 El 27 de juliol comença a emetre Canal Barça.
- 2001 El 23 d'abril comença l'emissió de la primera televisió catalana privada, City TV, reanomenada TD8 i 8TV el 2006.
- 2001 Comença l'emissió de K3 en freqüència compartida amb el Canal 33 el 23 d'abril.
- 2001 El Canal 33 es remodela i passa a ser El 33 el 7 de maig.
- 2001 TV3 emet la sèrie El Príncep de Bel Air, emesa el mateix any a Canal 9, tot i que en castellà.
- 2001 Al juliol, fi de les desconnexions territorials a Tele 5 per al País Valencià, Galícia i Andalusia.
- 2003 Al juliol, els canals de Digital+ Canal 18, Canal Natura, Canal Star, Cinematk, Canal Cultura, Showtime Extreme, Canal Barça i el canal compartit Club Súper 3/Buzz (inaugurat al 1997),[176] inclouen un canal d'àudio en català per a tot el territori espanyol, proporcionat per TV3.[177]
- 2003 L'11 de setembre s'inaugura el canal 3/24, primer canal en català dedicat íntegrament a la informació. Al sud de Catalunya, el nou canal i Canal 9 s'interfereixen.[178]
- 2003 L'11 de setembre es comencen a emetre dibuixos en català a Cartoon Network, com Doraemon i Shin-chan, per a tot el territori espanyol.[179][180][181][182]
- 2003 Al juny es redueix la programació dels centres regionals d'Antena 3, de 30 a 15 minuts.
- 2003 TVC SAT cessa la seva emissió i és substituït pel Canal Pilot a la TDT.
- 2003 El 19 de desembre finalitzen les desconnexions de Tele 5 per a Madrid i Catalunya,[183] tot i que les del País Basc continuen fins al 2010.
- 2004 Andorra TV participa per primera vegada al festival d'Eurovisió. Amb Marta Roure i la cançó Jugarem a estimar-nos el català s'escolta per primera vegada al festival.
- 2004 Comença a emetre Catalan TV a l'Alguer al juliol.
- 2004 El 21 de juny cessa la programació autonòmica d'Antena 3 Balears,[184] i el 2 de juliol[185] cessen totes les desconnexions autonòmiques d'Antena 3, excepte la de Canàries, que perdurarà fins al 2019.
- 2004 El 4 d'octubre Localia TV comença l'emissió de programes en català a Catalunya.[186]
- 2004 L'1 de novembre, TVC deixa d'enviar el senyal de Club Súper 3 a Digital+, i els canals Cinematk, Canal 18, Canal Natura, Canal Star, Canal Cultura, Showtime Extreme i Buzz (amb qui Club Súper 3 compartia freqüència) deixen d'emetre la pista d'àudio en català. Club Súper 3 continua emetent a altres plataformes de pagament.
- 2005 L'1 de març comença a emetre IB3, la televisió pública de les Illes Balears. El dia 5 de setembre IB3 començà a emetre a Catalunya en emissió analògica. L'emissió era la mateixa que la que es podia veure a les Illes Balears.[187][188][189]
- 2005 El Canal Pilot cessa la seva emissió i és substituït pel Canal 300.
- 2005 Naix Popular Televisión del Mediterráneo, reanomenada el 2010 Popular María+Visión i Popular TV.
- 2005 Neix Info TV, primera televisió privada en català del País Valencià, amb vocació generalista. El govern valencià, després de denegar-li llicència per a emetre en TDT, va tallar-ne les emissions el 2007.
- 2005 L'1 de setembre, el primer canal Club Súper 3 deixa d'emetre a la plataforma Auna.[190][191][192]
- 2006 Neix la televisió pública TV Mallorca el 10 de maig.
- 2007 RTVE redueix la programació dels seus Centres Territorials, eliminant la programació pròpia a La 2 per a les Illes Balears i el País Valencià.[193] Aitana deixa de ser el nom popular del centre valencià i ara s'anomenarà TVE CV.
- 2007 Al març, la Generalitat Valenciana, governada pel Partit Popular, prohibeix les emissions de TV3 al País Valencià. ACPV es nega a tancar els repetidors i al novembre del mateix any la Generalitat n'executa el tancament forçós.[194]
- 2007 Inici de les emissions de la Televisió Municipal de València.
- 2007 La Generalitat de Catalunya anuncia que està negociant que s'inaugure un canal de TVE (TVE 3) en català per a tot l’estat espanyol al 2010.[195]
- 2007 Inici de les emissions de TV3 HD.
- 2007 Inici de les emissions d'IB SAT i substitució de l'emissió d'IB3 en emissió analògica a Catalunya.,[196] l'1 de desembre. No s'emetien pel·lícules, sèries i retransmissions esportives que també tingués TVC. El mateix dia també nasqué el canal IBSat+30 (IBSat amb 30 minuts de diferència, que es pogué seguir a la TDT balear fins que, l'1 de juny del 2009, va ser substituït per TV3CAT.
- 2008 Les emissions de TV3 arriben a l'Alguer gràcies a un conveni entre TVC i Televisió de L'Alguer, que combina el senyal de TVCi amb programació pròpia.[197]
- 2008 Inici de les emissions de TV Salut, que emet als hospitals el canal 3/24 amb continguts i missatges propis de cada hospital.
- 2008 S'inicien les emissions de 105 TV, el canal musical de televisió de RAC 105.
- 2008 L'11 d'agost les emissions de Canal 9 arriben per primera vegada a Catalunya després de l'acord de reciprocitat entre TV3 i Canal 9.[198]
- 2008 Comencen les emissions de Levante TV el 23 d'octubre, amb emissió en valencià i castellà.
- 2009 L'1 de gener Localia TV cessa les seves emissions.[199]
- 2009 El 2 de març d'IB3 començà a emetre a Catalunya a la TDT. Les emissions eren les d'IB Sat.[200][201]
- 2009 Creació de 24/9 per TVV, canal dedicat íntegrament a la informació.
- 2009 El canal 24 Hores de TVE comença a emetre programació en català.[202]
- 2009 El 31 de juliol comença a emetre Canal 9 HD.
- 2010 La Generalitat de Catalunya substitueix Canal 9 pel canal d'Hispasat Televisió Valenciana Internacional el 19 de març perquè la Generalitat Valenciana no compleix l'acord de reciprocitat amb TV3.[203]
- 2010 El 15 de juliol Televisió Valenciana Internacional es deixa de veure a Catalunya en deixar d'emetre a Hispasat.[204]
- 2010 Televisió Valenciana canvia la seva imatge corporativa. L'ens deixa de dir-se Televisió Valenciana i ara és només Canal 9. Ara Punt 2 passa a dir-se Canal Nou Dos, 24/9 és 9/24 i Televisió Valenciana Internacional és Canal 9 Internacional.
- 2010 Canal 3XL (TVC) substitueix l'antic Canal 300.
- 2010 Proves d'emissió del segon canal d'IB3 Televisió, IB2 o IB Dos entre el 14 i 28 de febrer, tot i que el canal no va passar del període de proves.[205][206]
- 2010 El 17 de març comença a emetre IB3 HD.
- 2010 Acord de reciprocitat entre TV3 i Aragón TV.[207]
- 2010 Comença a emetre Esport 3, canal de la CCRTV dedicat als esports.
- 2011 Posada en marxa de les emissions del canal online Càmeres de TV3, on s'ofereixen les càmeres del temps amb l'àudio de Catalunya Música.
- 2011 Cessen les emissions de la televisió pública mallorquina TV Mallorca el 9 de desembre.
- 2012 Popular TV és reanomenada Mediterráneo TV, i La 8 Mediterráneo al 2017.
- 2012 Les emissions a d'IB3 a Catalunya són tallades a l'octubre de 2012, tot i que TV3CAT va continuar les seves emissions a les Illes Balears.
- 2012 Fi de les emissions de Tele Cullera,[208] el 25 de gener, de Tele Carlet, el 12 de juny, i de la Televisió Municipal de València. Telepobla, a La Pobla de Vallbona, i Canal 25 Mislata passen a emetre online.
- 2013 Fi de les emissions de l'Emissora Municipal de Televisió (EMTV), de Puçol, el 22 de març.
- 2013 El 30 d'abril la Generalitat Valenciana, i la Generalitat de Catalunya acorden per primera vegada la reciprocitat de totes les emissions de televisió. L'acord assenyala explícitament que al País Valencià es voran els canals TV3, Súper3/Canal 33, 3/24, Esport3, TV3 HD i TV3CAT, i a Catalunya Canal 9, Nou 2, Canal Nou 24, Canal 9 HD i Canal 9 Internacional (o Canal 9 Multimèdia).[209][210]
- 2013 Retallades de pressupost a Canal 9. Nou 2 i Nou 24 s'uneixen sota el nom de Nou 24, en un sol canal cultural i de notícies.
- 2013 Tancament de Canal 9. El mes de novembre la Generalitat Valenciana precinta les emissions de Canal 9 i el canal de notícies en valencià. L'acord de reciprocitat amb TV3, que no s'havia dut a terme, queda sense efectes.
- 2014 Canal+ comença l'emissió de pel·lícules i sèries subtitulades en català i euskera, que segueixen emetent-se a #0.[211][212]
- 2015 El Govern de les Illes Balears deixa d'emetre Super3/Canal 33 i 3/24 l'1 d'abril.[213]
- 2015 El 21 de maig Mediaset España, compra el 40% de 8TV.[214]
- 2015 A l'estiu, el nou govern valencià inicià els tràmits per reobrir Canal 9, a l'espera d'aprovar a les Corts Valencianes un model definitiu. La televisió provisional emetria sense a penes treballadors, continguts ja enregistrats, pel·lícules o sèries que Canal 9 ja tenia adquirides, i s'anomenaria Canal GVA (Canal Generalitat Valenciana), simulant el canal de comunicació i emissió de rodes de premsa de la Generalitat.[215][216][217] Finalment, a causa de problemes legals, Canal GVA no va poder emetre el 9 d'Octubre.
- 2015 El nou Govern de les Illes Balears torna a permetre la recepció de Super3/Canal 33 i 3/24 el 17 de desembre.[218]
- 2016 La Generalitat Valenciana comença els tràmits per reobrir Canal 9.[219]
- 2016 El 15 d'abril IB3 Televisió torna a emetre a Catalunya a la TDT. Les emissions són les d'IB3 Global, senyal específic i diferenciat, en la qual no s'emeten pel·lícules, sèries, publicitat ni retransmissions esportives amb drets exclusius d'emissió per a les Illes o que tingui adquirits TVC. En el seu lloc, es mostren paisatges illencs.
- 2017 FR3 Languedoc-Roussillon i FR3 Midi-Pyrénées s'uneixen per crear França 3 Occitània, que emet l'informatiu País Català i Viure al País al satèl·lit.
- 2017 El 6 de juny 8TV deixa de formar part de Mediaset España.
- 2018 El 25 d'abril arrenquen les emissions en període de proves d'À Punt, la nova televisió valenciana, i el 10 de juny les emissions regulars.[220]
- 2018 Posada en marxa del canal en línia de TV3 i IB3 Televisió, Bon Dia TV.
- 2018 El cap de l'Obra Cultural de l'Alguer insinua que s'han establert contactes perquè s'incorpore programació en català a RAI 3.[221]
- 2019 L'1 d'octubre es posa en marxa Andorra TV HD.[222]
- 2020 El 16 de març BOM Cine comença a emetre algunes cortinetes i pel·lícules en català al seu canal a Catalunya.
- 2020 L'1 de juny Fibracat TV substitueix RAC 105 TV.
- 2020 S'anuncia la posada en marxa del canal de TV3 Súper 3 Z, que imitarà l'antic 3XL.[223][224]
- 2020 El 25 de desembre Disney+ incorpora el català en la seva oferta.[225]
- 2020 A finals de desembre BOM Cine comença a emetre algunes cortinetes, vídeos de promocions de pel·lícules i mosques de publicitat en valencià al seu canal al País Valencià, en el qual anteriorment emetia Las Provincias Televisión.[226][227]
- 2021 À Punt s'incorpora al canal Bon Dia TV.[228]
- 2021 França 3 Occitània emet el programa Le 18:30, amb emissió de 7 minuts en català.[229]
- 2021 El canal de BOM Cine a Catalunya és substituït per Verdi Clàssics, que també emet alguns films en català.
- 2022 Aragón TV emet el primer programa que barreja el català i l'aragonés, A escampar la boira,[230] que se suma al primer programa en aragonés, Charrín Charrán, estrenat al 2019.
- 2022 El canal Super3 és substituït per l'SX3, que emet en freqüència compartida amb El 33 a la TDT, i online a temps complet durant tot el dia.
- 2022 Entre el 8 i l'11 de desembre, TVC emet un efímer canal online dedicat al manga i l'anime, anomenat SX3 Manga.[231]